# Општина Шендричени (Ботошани)
Шендричени (рум. Şendriceni) општина је у Румунији у округу Ботошани.
Oпштина се налази на надморској висини од 262 m.